# Оёдо (крейсер)
Оёдо (яп. 大淀) — лёгкий крейсер Императорского флота Японии.
Крейсер был построен в 1941—1943 годах в Куре, малоактивно использовался во Второй мировой войне, на завершающем её этапе был потоплен американской палубной авиацией, позже поднят и разобран на металл. К постройке же однотипного «Ниёдо» даже не приступали.

## Проектирование и постройка
Первым японским крупным соединением подлодок стала 4-я эскадра эсминцев (суйрайсэнтай, ЭЭМ), сформированная 13 декабря 1915 года в составе Первого флота. В неё, вопреки названию, входили два дивизиона по три подводные лодки каждый и две плавбазы — «Карасаки» (бывший «Екатеринослав») и «Комахаси». Ранее дивизионы подлодок входили в состав ЭЭМ только совместно с дивизионами эсминцев. 1 апреля 1919 года 4-я ЭЭМ была переформирована в 1-ю эскадру подводных лодок (сэнсуйсэнтай, ЭПЛ). Первое время ЭПЛ состояли только из подлодок и придаваемых плавбаз. Но по мере роста дальности плавания крейсерских ПЛ всё более необходимым становится наличие в ЭПЛ флагманского корабля. И с 1 декабря 1921 года флагманом 1-й ЭПЛ стал крейсер «Яхаги», при этом в её составе осталась плавбаза «Карасаки». Годом позже, 1 декабря 1922 года, была сформирована 2-я ЭПЛ, также имевшая в составе крейсер как флагман («Тикума») и плавбазу («Мансю», бывшая «Манчжурия»).
Японский Морской Генеральный Штаб (МГШ) в начале 1920-х годов встал перед выбором — должны ли роли флагмана и плавбазы ЭПЛ выполняться разными кораблями или всё же одним? Требования к ним были слишком разными. От флагмана требовались развитые средства связи, помещения для размещения штаба, высокие дальность плавания и скорость хода, адекватное вооружение, чтобы противопоставить в бою кораблям противника. От плавбазы же ждали наличия помещений для отдыха экипажей подлодок, возможности пополнения запасов торпед, снарядов, продовольствия, пресной воды и даже осуществления ремонта. Выполнявшие роль флагманов крейсера типа «Тикума» и 5500-тонные плохо подходили для выполнения задач плавбаз. А «Карасаки» и «Мансю» в свою очередь были непригодны для роли флагманских кораблей. Ситуация изменилась с вводом в строй в 1923-24 годах плавбаз «Дзингэй» и «Тёгэй», имевших 18-узловую скорость хода, достаточно серьёзное вооружение из двух спаренных 140-мм установок и помещения для размещения штаба. К 1930-м по мере роста скорости и дальности подводных лодок плавбазы стали морально устаревать, и встал вопрос о замене их более совершенными флагманскими кораблями.
8 декабря 1938 года министром был утверждён проект 4-й программы пополнения флота был, включавшей два 8200-тонных 35-узловых флагмана эскадр ПЛ (крейсера C, временные номера 136 и 137). 26 декабря программа была представлена на 74-й сессии парламента Японии и после обсуждения принята 6 марта 1939 года. Согласно программе, постройка каждого из крейсеров C должна была обойтись казне в 31,16 млн иен, из которых 10 470 160 иен шло на корпус, 7 583 610 — на энергетическую установку, 12 609 871 — на оборудование, 469 359 — в бюджет административных расходов.
Окончательные требования к крейсерам C были утверждены МГШ в октябре 1938 года; разработкой проекта занялась четвёртая секция Морского технического департамента (МТД). Созданный под руководством капитана 3-го ранга Дайсукэ Одзоно и под наблюдением главы секции контр-адмирала Кэйдзи Фукуда проект C-42 был завершён к 6 октября 1939 года (параллельно с проектом C-41, будущим типом «Агано», с которым имел много общего). Проект соответствовал предъявленным к нему требованиям и имел следующие характеристики:
- Нормальное водоизмещение 9800 тонн;
- Артиллерийское вооружение из двух строенных 155-мм и четырёх спаренных 100-мм установок, шести спаренных 25-мм автоматов, количество и место размещения торпедных аппаратов не определено;
- Одна специальная 45-м катапульта, шесть гидросамолётов с максимальной скоростью 280 узлов и дальностью 2000 морских миль при скорости 200 узлов;
- Паротурбинная установка мощностью 110 000 л. с. при 300 об/мин, состоявшая из четырёх ТЗА и шести котлов, максимальная скорость 35 узлов, дальность — 8700 морских миль на 18 узлах[10].

Заказ на головной корабль № 136 был выдан Арсеналу флота в Курэ 6 декабря 1939 года. Планировалось, что корабль будет заложен там в июне 1940 года, а общий срок постройки составит около 30 месяцев. Однако из-за загруженности верфи крейсер был заложен на её стапеле только 14 февраля 1941 года. 10 марта 1942 года кораблю присвоили название «Оёдо» — в честь реки, протекающей в префектурах Кагосима и Миядзаки. На воду он был спущен 4 апреля 1942, прошёл испытания в январе-феврале 1943 и 28 февраля 1943 года был передан флоту. Итоговый срок строительства составил 26 месяцев.
Крейсер C № 137 планировалось заложить в Курэ в сентябре 1941 и передать флоту в марте 1944 года. Однако дата его закладки была прямо связана со сроком спуска на воду головного № 136, так как строить их должны были на одном и том же стапеле. Более того, по итогам совещания 6 ноября 1941 года в связи с приближением войны был изменён приоритет важности постройки различных кораблей. После спуска на воду «Оёдо» 4 апреля 1942 года на его месте 24 апреля был заложен крейсер № 300 (будущий «Ибуки»). Постройка же № 137 окончательно была отменена 3 августа в соответствии с более ранним предложением МГШ от 30 июня. Официального названия он получить не успел, но за ним было зарезервировано имя «Ниёдо» — в честь реки в префектуре Коти.

## Конструкция

### Корпус и компоновка
Крейсер имел гладкопалубный корпус. Носовая оконечность имела более полные обводы, чем на прежних крейсерах, с бульбом для уменьшения волнового сопротивления.
Распределение веса элементов выглядело следующим образом:
|                                            | Масса, т           | В процентах |
| ------------------------------------------ | ------------------ | ----------- |
| Корпус                                     | 3377,51 (3200,0)   | 32,42 %     |
| Броневая защита                            | 987,24 (994,0)     | 9,48 %      |
| Корабельное снаряжение                     | 437,58 (410,0)     | 4,20 %      |
| Комплектное оборудование (фиксированное)   | 186,49 (159,6)     | 1,79 %      |
| Комплектное оборудование (нефиксированное) | 312,75 (296,2)     | 3,00 %      |
| Вооружение                                 | 1273,11 (1168,3)   | 12,16 %     |
| Энергетическая установка                   | 1987,54 (1865,0)   | 19,08 %     |
| Топливо (тяжёлое+лёгкое)                   | 1723,61 (1719,9)   | 13,9 %      |
| Запасы пресной воды                        | 79,4 (74,0)        | 0,76 %      |
| Прочее                                     | 50,33 (93,0)       | 0,48 %      |
| Водоизмещение на испытаниях                | 10 416,56 (9980,0) | 100 %       |

На корпус в распределении весов отводилось около 32 % от нормального водоизмещения, на броневую защиту — около 10, всего 42 %. Вооружение занимало примерно 12 %, энергетическая установка — 19 %, с энерговооружённостью 55,4 л. с. на тонну (меньше, чем у «Могами», но больше, чем у более ранних крейсеров A). Проектное нормальное водоизмещение по проекту 1939 года составляло 9980 тонн, из-за различных переделок в ходе строительства ожидалось его увеличение до 10 330 тонн. Фактически на испытаниях в феврале 1943 года была получена цифра в 10 416,5 тонн. Строительная перегрузка таким образом составила лишь 106,5 тонн, или чуть более 1 %.
Радиооборудование крейсера по исходному проекту включало 9 передатчиков и 21 приёмник, необходимых для обеспечения связи в соединении кораблей, роль флагмана которых он играл. Фактический их состав после завершения строительства отличался от исходного. «Оёдо» имел 8 передатчиков, в том числе 2 ДВ-диапазона (тип 92 № 4 2-й модификации), 1 ДВ-КВ (тип 91 № 4 1-й модификации), 5 КВ (тип 95 № 3 1-й модификации, тип 95 № 4 1-й модификации, тип 95 № 5, тип 97 № 6, экспериментальный № 2) и 24 приёмника, в том числе 3 ДВ (тип 91), 18 ДВ-КВ (тип 92 4-й модификации) и 3 КВ (тип 97). Приёмники располагались в двух радиорубках (№ 1 на крыше ангара гидросамолётов, № 2 на средней палубе под ним), передатчики также в двух отдельных рубках (№ 1 в передней части зенитной палубы, № 2 на трюмной палубе по правому борту от центрального артиллерийского поста). Радиостанций для радиотелефонной связи по проекту было 6, фактически было установлено 10: 5 передатчиков (1 1,5-ваттный УКВ тип 90, 2 50-ваттных УКВ тип 93, 2 30-ваттных СВ № 2 модель 1) и 5 приёмников (1 УКВ тип 90, 2 УКВ тип 93, 2 СВ-КВ тип 92 4-й модификации). Они размещались на трёх радиотелефонных постах, из которых № 1 находился в передней части зенитной палубы, № 2 на нижнем ярусе надстройки по левому борту, № 3 на среднем ярусе надстройки справа и сзади. Два радиопеленгатора тип 93 № 1 были установлены в задней части компасного мостика и в отдельном помещении между дымовой трубой и ангаром гидросамолётов.

### Броневая защита
Броневая защита крейсера рассчитывалась, исходя из необходимости выдерживать прямые попадания полубронебойных снарядов калибра 155 мм и сброшенных с высоты 3000 м 250-кг бомб.
Главный броневой пояс из плит CNC толщиной 60 мм прикрывал расположенные между 92 и 155 шпангоутами отсеки энергетической установки, задней группы генераторов и бомбового погреба. Он имел ширину 2,35 м, над ватерлинией при проектной осадке 5,95 м должен был возвышаться на 1,56 м. К его верхнему краю стыковалась броневая средняя палуба из плит CNC толщиной 30 мм в центральной части и 28 мм по краям (шириной 2 м). Спереди эта часть цитадели заканчивалась 35-мм поперечной переборкой, стыкующейся снизу с плитами нижней палубы. Кормовая 35-мм переборка опускалась до уровня трюмной палубы. Более того, 5-метровый её участок между нижней и трюмной палубой имел увеличенную до 50 мм толщину плит, так как являлся задней стеной бомбового погреба.
Носовая цитадель проходила с 55 по 92 шпангоуты и делилась на две неравные части. Передняя (с 55 по 83 шпангоуты) прикрывала погреба боезапаса и имела гораздо более серьёзную защиту. Она включала в себя внутренний броневой пояс шириной 2,6 м, собиравшийся из клиновидных плит CNC — толщиной 75 мм у верхнего края и 40 мм у нижнего. Сверху он стыковался с 50-мм броневой нижней палубой из того же материала, снизу упирался в двойное дно. Задняя часть цитадели (с 83 по 92 шпангоуты) защищала центральные артиллерийские посты 155-мм и 100-мм орудий вместе с постом радиотелеграфа № 2. Она включала бортовой пояс из клиновидных плит CNC, сужающихся с 60 до 30 мм сверху вниз, стыковавшийся по верхнему краю с 28-мм броневой нижней палубой. Спереди цитадель ограничивалась 60-25 мм переборкой из плит CNC, её передняя и задняя части отделились 16-10 мм переборкой из обычной стали типа D.
Барбеты 155-мм установок из стали CNC имели толщину 20 мм, их опорные кольца — 25 мм. Ниже уровня средней палубы барбеты переходили в имевшее вид срезанного снизу конуса кольцо толщиной 35 мм (наклон стенок — 120°). До уровня броневой нижней палубы (толщина её под барбетами была снижена с 50 до 25 мм) его продолжал центральный канал толщиной 25 мм (наклон стенок — 60°). Элеваторы 25-мм автоматов и 100-мм орудий проходили спереди и сзади барбета второй 155-мм установки. На высоту 1 м над уровнем нижней палубы они защищались плитами CNC толщиной 55 мм по бортам и 35 мм спереди и сзади.
Защита рулевой рубки включала 40-мм плиты из стали CNC в передней части, 20-мм листы стали D по бокам и сзади и 20-мм плиту CNC сверху. Сходные шахты между мостиком и постами управления под броневой палубой прикрывались 8 мм стали D.
Дымоходы защищались листами стали D толщиной 10 мм спереди и сзади и 16 мм по бокам на 30 см ниже и на 70 см выше уровня средней палубы. Такую же защиту имели вентиляционные каналы машинных отделений на всю длину. Рулевое отделение и отсек рулевого привода были защищены со всех сторон плитами CNC толщиной 40 мм (борта), 20 мм (спереди) и 25 мм (сзади). Средняя палуба над ними собиралась из двух слоёв — 20 мм CNC (верхний) и 16 мм стали D (нижний). Бомбовый элеватор защищался до уровня средней палубы 35-мм плитами CNC со всех сторон. Сходные шахты между машинными отделениями и рулевым приводом защищалась 10-16 мм стали D, цистерны авиабензина сверху и сбоку — 16-мм листами того же материала.
Конструктивная подводная защита крейсера была достаточно ограниченной, его максимальная ширина в 16,6 м исключала возможность установки броневых противоторпедных переборок. Поэтому конструкторы полагались на развитое деление корпуса на водонепроницаемые отсеки. Двойное дно включало в себя 94 отсека, пространство между ним и трюмной палубой — 159, остальная часть корпуса выше трюмной палубы — 28. 33 водонепроницаемых отсека (25 в двойном дне, 2 под трюмной палубой и 6 выше) могли заполняться искусственно и использоваться для контрзатопления, вмещая суммарно до 613,3 тонн воды. Как и на более ранних крейсерах A и B, отсеки энергетической установки были разделены продольной переборкой, что по замыслу позволяло сохранить ход после одиночного попадания торпеды. Однако у «Оёдо» был не настолько большой запас остойчивости, и по расчётам он мог выдержать затопление только одного машинного и одного котельного отделения на борт, с получением крена в 15°. Фактически же при налёте 28 июля 1945 года и такие повреждения не удалось вовремя уравновесить контрзатоплениями, и крейсер в результате опрокинулся.

### Энергетическая установка
На крейсере была установлена четырёхвальная паротурбинная установка мощностью 110 000 л. с. (80,905 МВт). Исходно она была разработана четвёртой секцией Морского технического департамента (Кансэй Хомбу, сокращённо—Кампон) для крейсеров типа «Агано». Различия варианта для «Оёдо» заключались в увеличенной максимальной мощности (110 000 л. с. против 100 000) и иной компоновке машинных и котельных отделений (4 МО и 6 КО против исходных 3 МО и 5 КО). Максимальная проектная скорость — 35 узлов.
«Оёдо» имел четыре турбозубчатых агрегата Кампон № 3-C модель 36 мощностью по 27 500 л. с. (20,226 МВт) при 340 об/мин, размещавшихся в четырёх машинных отделениях, разделённых продольной и поперечной переборками, общей длиной 32,2 м (16,0 м у передней пары, 16,2 м у задней). Каждый из агрегатов включал в себя турбины высокого (9250 л. с. при 3632 об/мин), среднего (9150 л. с. при 3385 об/мин) и низкого давления (9100 л. с. при 2327 об/мин). ТВД и ТСД были однопоточными, ТНД — двухпоточной. Через редуктор с геликоидной передачей (одна центральная шестерня и три ведущие шестерни от турбин, передаточные числа 10,68, 9,95, 6,84) они вращали вал гребного винта. Передняя пара ТЗА работала на внешние валы, задняя пара — на внутренние. Общий вес ТЗА — 162 тонны, редукторов — 112 тонн, всего 274 тонны.
В корпусах турбин низкого давления (ТНД) находились турбины заднего хода общей мощностью 27 500 л. с. (по 6875 л. с. при 1471 об/мин каждая), вращающие винты в направлении, обратном к вращению винтов при переднем ходе. Для экономичного хода имелись две крейсерские турбины Кампон № 3-A модель 136 (6320 об/мин) — по одной в составе передних ТЗА. Через свою ведущую шестерню (передаточное число 4,03) каждая из них соединялась с редуктором агрегата, вращая вал. Отработанный пар с турбины крейсерского хода (ТКХ) поступал на ТВД и далее на ТСД и ТНД, вместе они выдавали на валу 4250 л. с. (8500 суммарно) при 150 об/мин, что было эквивалентно скорости в 18 узлов. На полном ходу ТКХ отсоединялись от редукторов, и пар поступал прямо на первую ступень ТВД.
Отработанный пар собирался в четырёх однопоточных конденсаторах типа «Унифлюкс» (по одному рядом с каждой ТНД), с общей охлаждаемой площадью в 3864,8 м² (по 966,2 м² на каждый). Каждый из конденсаторов оснащался двумя пароструйными насосами, двумя пароэжекторными охладителями, одним подогревателем питательной воды и одной главной циркуляционной помпой с приводом от турбины. Также устанавливались два охладителя дренажных конденсатов с помпами и две опреснительные установки (на 96 тонн воды в день каждая) — в передних машинных отделениях, по одному устройству на каждое. Каждое из машинных отделений имело также восемь нагнетательных и восемь вытяжных вентилятора (диаметр 745 и 795 мм, производительность 9 и 11 м³ в секунду соответственно), два топливоперекачивающих насоса (по 30 м³ в час), четыре пожарные и трюмные помпы (по 30 и 60 м³ в час в разных режимах), четыре маслоохладителя и восемь масляных насосов системы принудительной смазки.
Па́ром турбозубчатые агрегаты питали шесть трёхбарабанных водотрубных котлов типа «Кампон Ро Го» с нефтяным отоплением, с пароперегревателями и предварительным подогревом воздуха. Рабочее давление перегретого пара — 30,0 кгс/см² при температуре 350 °C. Общая площадь нагревательной поверхности каждого котла составляла 981 м² (в том числе парогенерирующих трубок — 810 м² и пароперегревателя — 171 м²), объём топки — 39,8 м³. Каждый котёл находился в своём котельном отделении (длина 9,8 м), в свою очередь располагавшихся линейно попарно (общая длина КО 29,4 м). Как и на типе «Агано», пар с котлов мог подаваться только на определённые ТЗА, а не любые, хотя схема паровых магистралей и отличалась. Котлы № 1-2 через свои магистрали (прилегающие к бортам) питали переднюю пару ТЗА, № 3-4 через магистрали (проложенные ближе к килю) питали задние ТЗА. Котлы № 5-6 через Y-образную трубу подавали пар на магистрали предыдущих котлов и в конечном счёте — на все ТЗА. В каждом из котельных отделений были установлены два вертикальных вентилятора (диаметр 945 мм, производительность 22 м³ в секунду), главный и вспомогательный насосы питательной воды, водоподогреватель, топливный насос, топливоподогреватель, масляный насос, насос охлаждающей воды, маслоохладитель, три пожарные и трюмные помпы (две электрические и одна с приводом от турбины, по 30 и 60 м³ в час в разных режимах). Продукты сгорания выводились через дымоходы в общую для всех котлов дымовую трубу.
Крейсер имел четыре трёхлопастных гребных винта диаметром по 3,6 м и с шагом 3,96 м, с максимальной частотой оборотов в 340 в минуту. Площадь развёртки лопасти составляла 7,56 м², а её проектированная площадь — 6,60 м². По первоначальному проекту максимальная частота оборотов была только 300 в минуту, и планировалось использовать винты меньшего диаметра — 3,5 м. Площадь балансирного руля — 20,44 м². Максимальный запас мазута составлял 2453 тонн (по исходному проекту — 2445 тонн), он размещался в 82 топливных цистернах суммарным объёмом 2732,6 м³ (11 в носовой части, 46 в кормовой, 25 по бортам). Проектная дальность плавания составляла 8700 морских миль 18-уловым ходом, но фактически на испытаниях в январе 1943 года были получены результаты лучше: 10 315 миль на 18 узлах, 8511 миль на 12 узлах, 7714 миль на 21 узле, 3861 миля на 28 узлах, 2051 миля на полном ходу и 2007 миль при форсировке машин.
На ходовых испытаниях 23 января 1943 года у Сада Мисаки в заливе Исэ «Оёдо» развил скорость 35,199 узла при водоизмещении 10 381 тонну и мощности машин 110 430 л. с. (340,3 об/мин). При форсировке машин (115 950 л. с. при 346,3 об/мин) была достигнута скорость 35,31 узла. На испытаниях 18 февраля определялась маневренность корабля: так, при скорости 34 узла и перекладке руля на 34,7° на левый борт был получен тактический диаметр циркуляции 4,42 и выдвиг — 3,77 длин корабля по ватерлинии. 19 февраля на повторных ходовых испытаниях «Оёдо» развил 35,3 узла при водоизмещении 10 467 тонн и мощности машин 111 220 л. с. (339,4 об/мин).
Электроэнергетическая система крейсера включала три турбогенератора по 400 КВт и два дизель-генератора по 270 КВт (суммарно 1740 КВт), вырабатывавших постоянный ток с напряжением 440 В (как и на типе «Агано»). Они находились в генераторных отсеках, расположенных за пределами машинных отделений и вообще броневой цитадели. Передняя их группа находилась под трюмной палубе перед котельными отделениями № 1 и 2 (турбогенератор с левого борта, дизель-генератор с правого). Вторая была размещена на нижней палубе за машинными отделениями, включая дизель-генератор с левого борта и два турбогенератора с правого.

### Вооружение

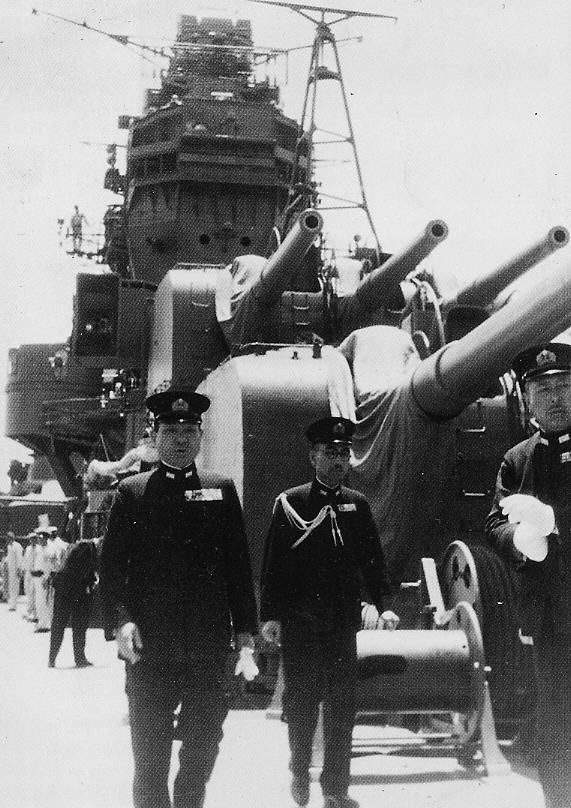
Носовые 155-мм башни крейсера «Оёдо», май 1944 года.

Главный калибр «Оёдо» включал шесть 155-мм орудий тип 3 в двух трёхорудийных башнях. Эта артсистема была создана под руководством инженера Тиёкити Хата в 1930-32 годах специально для крейсеров типа «Могами» и была принята на вооружение ЯИФ 7 мая 1934 года. Орудие имело длину ствола в 60 калибров, начальную скорость 920 м/с и максимальную скорострельность 7 выстрелов в минуту. Оно оснащалось поршневым затвором, ствол имел моноблочную конструкцию, общая его масса составляла 12,7 тонн. Установленные на «Оёдо» орудия вместе с башенными установками изначально располагались на крейсерах типа «Могами», но были сняты с них в ходе замены главного калибра в 1939-40 годах.
155-мм установки на крейсере располагались в носовой части по линейно-возвышенной схеме (высота барбета первой — 13 м, второй — 15,8 м), с углами обстрела по 150° в каждую сторону от диаметральной плоскости. Общий вес обеих башен — 360,1 тонн. Строенная установка 155-мм орудий была разработана в 1932 году, имела диаметр погона 5,71 м и круговое бронирование из плит NVNC толщиной в 25 мм. Поверх него на расстоянии 10 см крепились тонкие стальные листы, игравшие роль солнцезащитных экранов, важных в тропиках. В боевом отделении установки располагались казённые части орудий и их лафеты, оборудованные гидравлическими цилиндрами отката и пневматическими накатниками. Расстояние между стволами составляло 1,55 м, чтобы было недостаточно для нормального использования затвора центрального орудия в стандартном положении, в связи с чем его затворный механизм был повёрнут на 45°. В подбашенном отделении находилась два гидронасоса (рабочая жидкость — минеральное масло, давление в системе — 70,0 кгс/см²), работающие от двух электродвигателей мощностью по 100 л. с.. Они приводили в действие гидравлические приводы, обеспечивавшие поворот башни (через червячную передачу, до 6° в секунду), подъём и опускание орудий (через механизм вертикальной наводки с пневмоприводом, до 10° в секунду), а также работу досылателей и подъёмников. Обычно использовалась связка из одного гидронасоса и одного электродвигателя, вторая простаивала. 55,87-кг снаряды из стеллажей в погребе с помощью роликового транспортёра подавались в перегрузочное отделение, а оттуда с помощью толкающих подъёмников доставлялись к орудиям. Время подъёма составляло 3 секунды, максимальная производительность — 6 снарядов в минуту. 19,5-кг заряды в картузах из погреба подавались в отдельное перегрузочное отделение, откуда с помощью подъёмников ковшового типа (отделённых от перегрузочного отделения двойными огнезащитными люками) поднимались к орудиям. Время подъёма составляло 4 секунды, а максимальная производительность — 5 зарядов в минуту. Для каждого орудия был предусмотрен один толкающий и один ковшовый подъёмник, по три на башню. Заряжание орудий происходило на фиксированном угле +7°, заряжание и досылание снарядов было механизировано, заряды в картузах же заряжались вручную и досылались гидравлическим механизмом.
На «Оёдо» использовались 155-мм снаряды четырёх типов: бронебойный «ныряющий» снаряд с баллистическим колпачком тип 91, нёсший 1,152 кг состава тип 91 и способный пробить 100-мм плиту NVNC с дальности 15 км при угле встречи 60°; снаряд «общего назначения» тип 0, нёсший 6,8 кг тринитрофенола и имевший радиус поражения воздушных целей 23 м (на вооружении с 1940 года), осветительный снаряд с парашютом модификации B и практический снаряд. Штатный боекомплект 155-мм орудий составлял 900 снарядов (150 на ствол), как и на «Могами».
Максимальный угол возвышения установок составлял 55°, с предельной дальностью стрельбы (при угле возвышения в 45°) в 27,4 км и досягаемостью по высоте 12 км. Расчёт одной установки составлял 24 человека в боевом отделении, плюс 7 человек в перегрузочном отделении снарядов и 10 — в перегрузочном отделении зарядов.
Среднекалиберная зенитная артиллерия корабля была представлена восемью 100-мм орудиями тип 98 в четырёх спаренных установках, расположенных вокруг дымовой трубы. Орудие было спроектировано в 1938 году под руководством Тиёкити Хата в соответствии с требованиями МГШ о создании зенитной артиллерийской системы с повышенной огневой производительностью. При длине ствола 65 калибров оно имело начальную скорость 1030 м/с и максимальную скорострельность 15 выстрелов в минуту, максимальная дальность стрельбы достигала 19,5 км, а досягаемость по высоте — 14,7 км (эффективные — 14 и 11 км соответственно). Применяемая спаренная установка типа A 1-й модификации массой 20,369 тонн и диаметром погона 2,28 м была полуоткрытой, с лёгким щитом из 3-мм стали, предназначенным для защиты от брызг. Она приводилась в действие гидравлическими приводами, работавшими от 15-сильного электродвигателя, максимальная скорость наведения была 11,4°/сек, а подъёма орудий — 16°/сек. Аналогичные установки имел авианосец «Тайхо», на эсминцах же типа «Акидзуки» орудия тип 98 размещались в закрытых куполообразных установках. Штатный боекомплект 100-мм орудий на «Оёдо» состоял из 1600 унитарных выстрелов, по 200 на ствол. 27,15-кг выстрелы включали в себя 13-кг снаряды двух типов — фугасные и практические. Подача их из погребов (расположены под броневой нижней палубой за барбетом второй 155-мм установки) до верхней палубы производилась четырьмя ковшовыми элеваторами. Оттуда они вручную переносились до установок и складировались в кранцах. Заряжание производилось с помощью полуавтоматических досылателей на всех углах возвышения, установки взрывателя вводились в ходе него отдельным устройством. Для управления огнём 100-мм орудий использовалась СУАЗО тип 94, включавшая в себя башенки с 4,5-метровыми дальномерами тип 94 по бортам носовой надстройки и пост управления зенитным огнём с вычислителем, находившийся под нижней палубой за погребами.
Малокалиберная зенитная артиллерия по исходному проекту была представлена шестью спаренными 25-мм автоматами тип 96 (всего 12 стволов). Два из них размещались в передней части носовой надстройки, а четыре — на крыше ангара гидросамолётов. Но уже в процессе постройки автоматы были заменены на строенные на тех же местах (число стволов возросло до 18), и в строй крейсер вошёл именно с ними. Боеприпасы к автоматам хранились в погребе между барбетами 155-мм установок, с штатным боекомплектом в 2000 снарядов на ствол (суммарно 24 000 по исходному проекту и 36 000 на момент вступления в строй). Оттуда они подавались по большому ковшовому элеватору до уровня средней палубы, далее переносились до трёх меньших элеваторов, доставлявшими их до каждой из трёх групп установок. Для управления огнём зенитных автоматов по проекту предусматривались три визирные колонки тип 95, каждая рядом со их группой. Однако к моменту вступления корабля в строй обе кормовые визирные колонки были перенесены с крыши ангара гидросамолётов на заднюю часть носовой надстройки — чтобы избежать повреждений в ходе стрельбы строенных автоматов. Все три колонки оснащались стереодальномерами тип 97 с 2-м базой.
«Оёдо» был спроектирован как носитель шести скоростных разведывательных гидросамолётов. Четыре из них должны были размещаться со сложенными крыльями в массивном ангаре в корме (длина 25,25 м, ширина 13,6 м, высота 7,25), ещё два — на системе рельсов за ним. Для погрузки гидросамолётов на задней части ангара были установлены два 15,5-метровые грузовые стрелы грузоподъёмностью до 6 тонн каждая. Погреб авиабомб находился внутри броневой цитадели на  трюмной палубе за машинными отделениями, подача из него до уровня верхней палубы осуществлялась по бронированному элеватору. В погребе размещались восемнадцать 60-кг бомб № 6, две специальные 60-кг бомбы, три 30-кг бомбы № 3, плюс боеприпасы к 7,7-мм пулемётам — суммарно 57 600 патронов. Три цистерны с топливом находились в корме под трюмной палубой и имели общую вместимость 98 780 литров авиабензина (39 850 первая, 34 790 вторая, 24 140 третья), или 68,55 тонн. Запуск гидросамолётов должен был производиться с установленной на верхней палубе в корме специальной катапульты тип 2 № 1 модель 10, спроектированной и принятой на вооружение в 1942 году. При длине 44 м и массе 65 тонн она работала на сжатом воздухе и должна была разгонять 4,5-тонный самолёт до 80 узлов (148 км/ч), а 5-тонный — до 70 (130 км/ч), придавая ускорение в 2,5 g. Самолёты с неё могли запускаться с четырёхминутным интервалом. Катапульта размещалась по центральной оси корабля и могла разворачиваться на 30° в каждую сторону.
Разработка скоростного гидросамолёта согласно спецификациям 14-Си была начата компанией «Каваниси» в июле 1939 года. Эта машина должна была базироваться как на крейсерах C № 136 и 137 (по шесть на корабль), так и крейсерах B № 132—135 (тип «Агано», по одному на корабль), иметь максимальную скорость полёта 518,5 км/ч (280 узлов) и максимальную дальность 3700 км (2000 морских миль) на 370 км/ч (200 узлах). Первый полёт прототипа с внутрифирменным обозначением K-10 состоялся 5 декабря 1941 года. Этот гидросамолёт имел одиночный центральный поплавок (при необходимости сбрасывающийся) и складывающиеся малые поплавки на крыльях — которые стали в итоге главным источником проблем. 7 октября 1942 года после доводки прототип был передан флоту (временное обозначение флота — скоростной разведывательный гидросамолёт тип 2), ко вступлению «Оёдо» в строй 28 февраля 1943 летала уже вся опытная партия из шести машин. Но так как испытания их не были ещё завершены, крейсер изначально получил авиагруппу из двух старых трёхместных гидросамолётов тип 0 (Айти E13A1). 10 августа 1943 года, несмотря на многочисленные недостатки и аварии в ходе испытаний, K-10 был запущен в серийное производство под официальным обозначением «Сиун» модель 11 (Каваниси E15K1). До прекращения выпуска в феврале 1944 года было изготовлено 9 серийных машин. Помимо исходных проблем, причинами этого стали низкая скорость «Сиуна» с поплавком, его слабое вооружение, отсутствие броневой защиты и протектированных топливных баков. «Оёдо» и четыре крейсера типа «Агано» эти гидросамолёты так никогда и не получили.
Для борьбы с подводными лодками «Оёдо» имел два бомбосбрасывателя по обе стороны ахтерштевня. Их боекомплект включал шесть бомб тип 95 2-й модификации, хранившихся в бомбовом погребе и подававшихся по элеватору. Для обнаружения подлодок использовался гидролокатор тип 93 модель 3, как и на типе «Агано». Также для этой цели могло использоваться и система звукоподводной связи типа «Фуку» модель 10. Отсеки обеих приборов находились под трюмной палубой: первого между 28 и 36 шпангоутами, второго между 53 и 55 шпангоутами. Противоминное оборудование включало два малых трала модели 1 1-й модификации и два малых паравана. «Оёдо» был изначально оснащён размагничивающей обмоткой.

### Экипаж и условия обитаемости
По исходному проекту 1939 года экипаж крейсера состоял из 782 человек (29 офицеров, 10 офицеров специальной службы, 9 мичманов, 734 старшины и матроса), плюс на нём должны были размещаться члены штаба эскадры подводных лодок, роль флагмана которой он выполнял. На момент вступления в строй в 1943 году он включал только 776 человек (30 офицеров, 10 офицеров специальной службы, 13 мичманов, 191 старшина, 532 матроса). После перестройки в марте 1944 года в связи с усилением зенитного вооружения и началом выполнения роли флагмана Объединённого флота на «Оёдо» штатно размещались уже 924 человека — 911 членов экипажа (33 офицера, 14 офицеров специальной службы, 14 мичманов, 850 старшин и матросов) и 13 офицеров штаба.
Жилые помещения на крейсере были сосредоточены на средней и нижней палубах. Каюты офицеров (и изначально членов штаба) находились в носу на обеих палубах, многоместные каюты мичманов — также на обеих палубах, но в корме с правого борта (рядом с кубриками № 3 и 8). Старшины и матросы размещались в десяти кубриках, из которых один (№ 7) находился на нижней палубе в носу перед котельными отделениями, а остальные в корме — три на нижней палубе (№ 8—10) и шесть на средней (№ 1—6). Отдельные каюты для экипажей гидросамолётов располагались в передней части носовой надстройки.
На средней палубе над котельными отделениями в свободном от дымоходов и вентиляционных каналов находились раздельные (для офицеров и матросов) камбузы и бани с гальюнами — по правому и левому борту соответственно. Лазарет был расположен в корме на средней палубе по правому борту, рядом с кубриками № 2 и 3. Морозильные камеры для рыбы, мяса и овощей были размещены на трюмной палубе в корме. Предусматривались и кладовые для риса, пшеницы, маринадов и других продуктов, расположенные в обеих оконечностях корабля.
«Оёдо» вступил в строй, сохранив только ограниченное количество иллюминаторов на средней палубе и совсем их не имея на нижней. Искусственная вентиляция обеспечивалась 81 вентилятором (в том числе 79 многолопастных и 2 осевого типа) суммарной мощностью 121,5 л. с. и производительностью от 18 до 220 м³/мин каждый.

## История службы
После ввода в строй 28 февраля 1943 года «Оёдо» был приписан к ВМБ Йокосука. 7 марта он перешёл в Токуяму и на следующий день прибыл в Йокосуку. До 15 апреля крейсер занимался боевой подготовкой в Токийском заливе.
Уже к завершению постройки корабля стало ясно, что полагавшаяся ему по довоенным планам роль флагмана ЭПЛ утратила актуальность с связи значительным изменением тактики применения японских подводных сил в ходе войны. Более того, всё ещё не было и скоростных гидросамолётов «Сиун», программа создания которых запаздывала. МГШ твёрдо настаивал на специальном назначении нового крейсера. Часть офицеров МГШ предлагала использовать его как флагман Объединённого флота, однако на том этапе было принято иное решение — 1 апреля «Оёдо» был передан в состав Третьего (авианосного) флота, в силу большой дальности плавания, и что особенно важно, сильного зенитного вооружения.
16 апреля крейсер вышел в море, и после промежуточной стоянки в Нагахаме прибыл 18-го в Хасирадзиму. Во второй половине апреля на верфи арсенала Курэ на «Оёдо» была установлена станция обнаружения воздушный целей (РЛС ОВЦ) № 21. Данный радиолокатор работал на длине волны 1,5 метра, имел пиковую мощность 5 КВт и максимальную дальность обнаружения целей до 150 км (одиночных самолётов — до 70 км), с точностью определения расстояния 1-2 км и разрешением 2 км, точность определения направления была 5—8°, с разрешением 20°. Оборудование этой станции было смонтировано на шестом ярусе носовой надстройке, заняв место комнаты отдыха экипажа, её приёмно-передающая решётчатая антенна модели A4 (ширина 4,8 м, высота 1,0 м, толщина 0,5 м) была установлена в передней части КДП и могла вращаться вокруг него по направляющим почти на 360°.
Осенью 1943 на верфи в Йокосуке он был переоборудован в штабной корабль. Модернизация была закончена к началу 1944 года. На «Оёдо» было установлено дополнительное вооружение и оборудование, а вместо 45-метровой катапульты была установлена обычная 25-метровая катапульта «Тип 5». Вместо шести самолётов «Сиун» крейсер получил два более старых гидросамолёта «Дзуйун». В освободившемся ангаре разместились штабные помещения, многочисленное радиотехническое и иное оборудование. В кормовой части корабля были установлены два строенных 25-мм зенитных автомата. Такие же автоматы были установлены на палубе позади ангара и на втором ярусе носовой надстройки. Все ранее установленные спаренные 25-мм автоматы были заменены на строенные. По периметру палубы были установлены 12 дополнительных одноствольных 25-мм зенитных автоматов. На носовой надстройке был установлен новая радар «Тип 21» и радары «Тип 22». На фок-мачте установили радар «Тип 13».
С 1 марта 1945 года «Оёдо» находился в военно-морской базе Куре. Вечером 18 марта база была атакована американской палубной авиацией 58-го оперативного авианосного соединения. Атаки следовали одна за другой в течение всей ночи, и отбой воздушной тревоги прозвучал только утром 19-го. В результате авианалёта «Оёдо» получил три прямых попадания 227-кг авиабомбами. На крейсере возник пожар, а от многочисленных близких разрывов бомб была пробита обшивка правого борта и крейсер начал набирать воду. В результате корабль получил крен на правый борт. Машинная установка вышла из строя. Аварийные партии сравнительно быстро остановили распространение огня, а вскоре с помощью подошедших портовых катеров пожар был полностью ликвидирован. После этого «Оёдо» был отбуксирован в док N.3, где проходил ремонт в течение недели. Силовая установка была восстановлена и крейсер получил возможность поддерживать 12-узловой ход. Капитальный ремонт произвести было невозможно из-за бедственного состояния промышленности Японии. «Оёдо» вышел из дока и был уведён в восточную гавань Этоуин, где ошвартовался у причальной стенки.

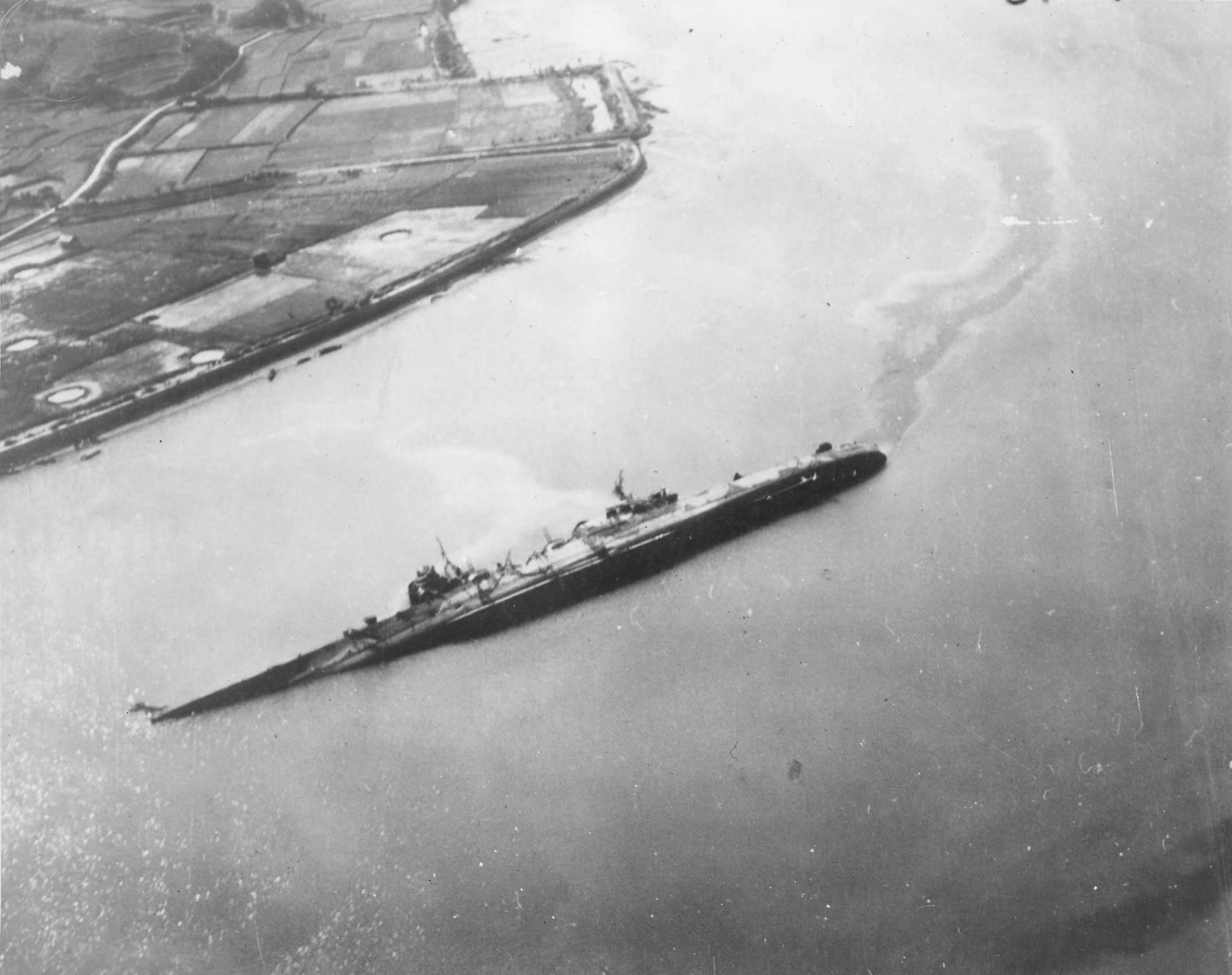
Потопленный в Этадзиме «Оёдо» 28 июля 1945 года.

24 июля 1945 года в ходе массированного налёта палубной авиации американского 38-го оперативного соединения (командующий — вице-адмирал Маккейн) «Оёдо» с 06:00 по 17:00 был атакован примерно 50 «Хэллдайверами» и «Хэллкэтами», нёсшими 500-фунтовые и 1000-фунтовые фугасные авиабомбы. Самолёты добились пяти прямых попаданий 500-фунтовками: две разорвались на верхней палубе рядом с катапультой левого борта, создав пробоины диаметром 3-4 м, две другие попали в центральную часть корабля с правого борта, поблизости от машинных отделений и 100-мм установки № 4, пятая же пробила верхнюю и среднюю палубы перед носовой надстройкой и взорвалась ниже, разрушив носовую шифровальную комнату и дав начало сильному пожару, который удалось потушить только к 26 июля. Также крейсер пережил четыре близких разрыва бомб с левого борта, но урон от них был незначительным — несколько пробоин выше ватерлинии и вдавливание обшивки ниже неё.
Утром 28 июля в ходе очередного налёта 38-го оперативного соединения «Оёдо» был атакован примерно 40 «Хэллдайверами» из авиагрупп авианосцев «Уосп» и «Шангри-Ла». Они добились нескольких близких разрывов с правого борта крейсера в районе носового машинного отделения и котельного отделения № 5, вскрывших обшивку на большом протяжении и приведших к быстрому заполнению водой этих и соседних отсеков. Контрзатопления не дали эффекта и через 25 минут после налёта, к 12:00, «Оёдо» опрокинулся на правый борт с креном в 80°. За счёт того, что стоянка была мелководной, левый борт стал возвышаться на водой примерно на 7,5 м. Погибло примерно 300 человек, остальные члены экипажи по приказу командира Тагути оставили корабль после полудня. Уже после этого «Хэллкэты» с лёгкого авианосца «Монтеррей» поразили опрокинувшийся крейсер в левый борт двумя 127-мм ракетами, создавшими в обшивке пробоины диаметром по 0,6 м и разорвавшимися внутри.

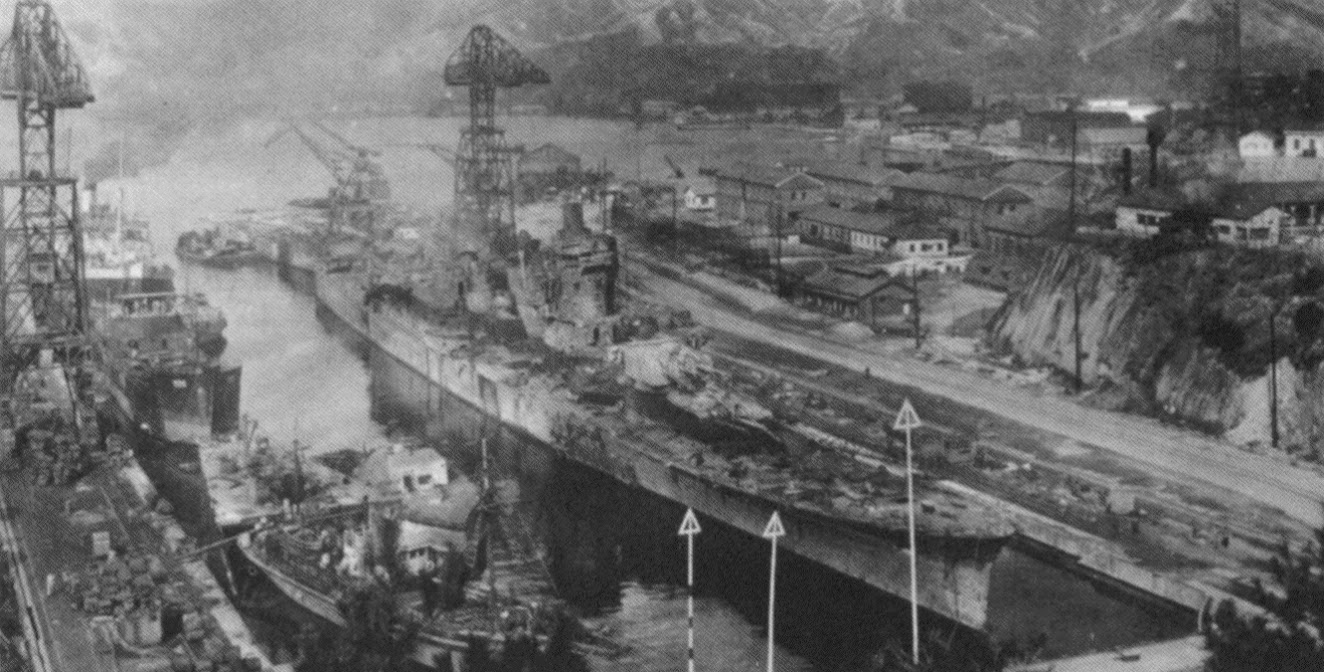
«Оёдо» на разделке в Курэ, 17 января 1948 года.

20 ноября 1945 года «Оёдо» был исключён из списков флота. В ходе операции по подъёму 20 сентября 1947 года крейсер был выровнен и затем введён в сухой док № 4 подразделения верфи «Харима» в Курэ (бывшая верфь Арсенала флота в Курэ). Там он был разделан на металл в период с 6 января по 1 августа 1948 года.

## Командиры
- (исполняющий обязанности) 31.12.1942 — 20.1.1943 капитан 1 ранга (тайса) Ёсиоки Тавара (яп. 田原吉興) (командир тяжёлого крейсера «Аоба»)[45];
- 20.1.1943 — 29.8.1943 капитан 1 ранга (тайса) Садатоси Томиока (яп. 富岡定俊)[45];
- 29.8.1943 — 6.5.1944 капитан 1 ранга (тайса) Кацукия Синода (яп. 篠田勝清)[45];
- 6.5.1944 — 15.8.1944 капитан 1 ранга (тайса) Тосио Абэ (яп. 阿部俊雄)[45];
- 15.8.1944 — 25.2.1945 капитан 1 ранга (тайса) Какуро Мутагути (яп. 牟田口格郎)[45];
- 25.2.1945 — 15.5.1945 капитан 1 ранга (тайса) Тадаси Мацуура (яп. 松浦義)[45];
- 15.5.1945 — 28.7.1945 капитан 1 ранга (тайса) Сёити Тагути (яп. 田口正一)[45].